# تساروا پولیانا
تساروا پولیانا (به بلغاری: Tsareva Polyana) یک منطقهٔ مسکونی در بلغارستان است که در شهرستان استامبولوو واقع شده‌است.